# Oberdorf, Solothurn
Oberdorf este o comună în partea nordică a Elveției, în cantonul Solothurn.